# Cena Egona Erwina Kische
Cena Egona Erwina Kische je od roku 1992 udělována českým a slovenským spisovatelům literatury faktu.  Nadace byla roku 1990 založena paní Giselou Kischovou, manželka Egona Erwina Kische. Po zániku společné organizace SČSS převzaly patronát nad cenou Obec spisovatelů a Asociácia organizácií slovenských spisovateľov. Cena je vždy udělována na setkáních organisovaných Klubem autorů literatury faktu.

## Seznam oceněných

### Rok 1992
- Vojtěch Zamarovský cenu za celoživotní dílo
- Petr Salner a kolektiv cenu za dílo Taká bola Bratislava
- Oldřich Šuleř cenu za dílo Je to chůze po kotárech
- Jiří Grygar cenu za dílo Vesmírná zastavení

### Rok 1993
- Jiří Hanzelka a Miroslav Zikmund cenu za celoživotní dílo
- Vladimír Ferko cenu za dílo LF
- Jozef Bob cenu za dílo LF
- Anton Hirner cenu in memoriam

### Rok 1994
- Jaromír Tomeček cenu za celoživotní dílo
- Miroslav Ivanov cenu za dílo Utajené protokoly
- Karel Richter cenu za dílo Sudety
- Karel Kaplan cenu za dílo Poslední rok prezidenta
- Pavel Dvořák cenu za dílo Zlatá kniha Bratislavy
- Boris Filan cenu za dílo Ta tam

### Rok 1995
- Juraj Spitzer za dílo Nechcel som byť žid
- Roman Cílek za dílo A uvízneš za hrdlo
- Oldřich Sirovátka a kolektiv za dílo Město pod Špilberkem
- Eduard Čejka za dílo Bitva o Francii
- Dušan Mikolaj za dílo Tlejúce slnko
- Jiří Pernes za dílo Život plný nepřátel
- Jan Halada za dílo Lexikon české šlechty

### Rok 1996
- Jozef Dunajovec za dílo Dráma na km 1801
- Dušan Tomášek a Robert Kvaček za dílo Causa Emil Hácha
- Eleonora Rasmussenová za dílo Děti severských šamanů
- Karel Richter a kolektiv (Biman, Cílek, Čejka, Hořec, Ivanov, Moulis, Tomášek) za dílo Velké finále
- Dušan Uhlíř za dílo Bitva tří císařů
- Jan Košůt za dílo Cez červený očistec

### Rok 1997
- Josef Válka za dílo Morava reformace, renesance
- Pavel Toufar za dílo Smrt číhá mezi hvězdami
- Jaroslav Pospíšil za dílo Hyeny
- Dušan Tomášek a Robert Kvaček za dílo Generál Alois Eliáš
- Drahoslav Machala za dílo Rytieri oblohy
- Ladislav Švihran za dílo 100+1 slovenských nej...
- Roman Cílek za dílo Krysí stezky
- Oldřich Klobas za dílo Jak se chodí po laně

### Rok 1998
- Milan Vároš za dílo Putovanie za krajanmi
- Richard Marsina za dílo Legendy stredovekého Slovenska
- Zora Dvořáková za dílo Než se stal prezidentem
- Aleš Skřivan za dílo Japonská válka
- Tomáš Pasák za dílo Emil Hácha
- Roman Kaliský za dílo Na poslednom úseku
- Imrich Sečanský za dílo Spomienky a vyznanie lekára
- Karel Pacner za dílo Tajný závod o měsíc
- Vladimír Nálevka za dílo Fidel Castro

### Rok 1999
- Dušan Uhlíř za dílo Černý den na Bílé hoře
- Luba Lesná za dílo Únos prezidentova syna
- Miroslav Ivanov za dílo Sága o životě a smrti J. Bati
- Dušan Kováč za dílo Dejiny Slovenska
- Ivan Kamenec za dílo Tragedia politika, kňaza...
- Karel Jiřík za dílo Svědectví o r. 1968 v Ostravě
- Antonín Benčík za dílo Rekviem za Pražské jaro

### Rok 2000
- Milan Šůtovec za dílo Semióza aneb Pomlčková válka
- Jan Nouza za dílo Rozhledny Čech, Moravy...
- Pavel Dvořák za dílo Krvavá grófka
- Petr Vorel za dílo Páni z Pernštejna
- Július Vanovič za dílo Tretia kniha o starom Martině
- Jaromír Hořec prémii za dílo Testamenty
- Dušan Tomášek a Robert Kvaček prémii za dílo Obžalována je vláda
- Roman Cílek prémii za dílo Výstřely na objednávku
- Slavo Michálek prémii za dílo Diplomat Š. Osuský
- Nakladatelství Drahoslav Rybníček Akcent za vydání díla Galerie nesmrtelných

### Rok 2001
- Karel Richter cenu za dílo Princ Evžen Savojský
- Jozef Leikert cenu za dílo Čierný piatok 17. Novembra
- Miloš Hubáček cenu za dílo Válka končí v Pacifiku
- Adolf Branald cenu za dílo Pražské promenády
- Bořivoj Čelovský cenu za dílo Politici bez moci
- Marián Leško cenu za dílo Masky a tváre novej elity
- Marián Pauer cenu za dílo Fotograf Beatles
- Břetislav Olšer cenu za dílo Koně pro F. Holčáka
- Jindřich Marek cenu za dílo Pátou kartu bere smrt
- Peter Kubínyi cenu za dílo Ríša zla na konci sna

### Rok 2002
- Zora Dvořáková a Jiří Doležal cenu za dílo O M. Horákové a M. Horáková o sobě
- Roman Holec cenu za dílo Posledný Habsburg...
- Antonín Benčík cenu za dílo Tragický osud generála H. Píky
- Miroslav Kučera a kol. cenu za dílo Češi na cestě stoletím
- Roman Cílek cenu za dílo Oprátka za osm mrtvých
- Jaroslava Janáčková cenu za dílo Příběh tajemného psaní
- Rudolf Schuster cenu za dílo Muž s dvoma srdcami
- Ján Uher cenu za dílo Zo zákulisia rehabilácií
- Viliam Apfel cenu za dílo Čas pekelných ohňov
- Břetislav Olšer čestné uznání za dílo Krev na meči džihádu

### Rok 2003
- Kolektiv autorů (V. Kural, Z. Beneš ad.) hlavní cenu za dílo Rozumět dějinám
- Eduard Bejček a František Hanzlík cenu za dílo Voják se srdcem bohéma
- Jan Stach a Miroslav Kučera cenu za dílo Amnestie a milosti očima Hradu a podhradí
- Štěpán Neuwirth a Jaroslav Kubík cenu za dílo Tep nemocnice
- Karel Hvížďala cenu za dílo Rozhovory na přelomu století
- Ján Čomaj hlavní cenu za dílo Počmáraný život
- Luboš Jurík cenu za dílo Pokušenie
- Gustáv Murín cenu za dílo A stanete se bohy
- Dušan Mikolaj cenu za dílo Majstry štětca

### Rok 2004
- Kolektiv autorů hlavní cenu za dílo Bez démonů minulosti
- J. Pospíšil cenu za dílo Hyeny v akci
- Jiří Kovařík cenu za dílo Richard III. - vrah či oběť?
- J. Hanuš a Z. Smíšek cenu za dílo Život s kamerou i bez ní
- L. Knězek cenu za dílo Ve Frenštátě mají rádi poezii
- Slavo Kalný hlavní cenu za dílo Drámy na hraniciach
- Slavomír Michálek a Nataša Krajčovičová cenu za dílo Do pameti národa
- Anton Hykisch cenu za dílo Čo si o tom myslím
- Jozef Leikert cenu za dílo Sny v okovách
- M. Nováček čestné uznání za dílo Jeden z tisíce
- Roman Cílek čestné uznání za dílo Doživotní ztráta svědomí
- Bohuslav Chňoupek čestné uznání za dílo Pogrom

### Rok 2005
- Roman Cílek a Miloslav Moulis hlavní cenu za dílo Dokonáno jest...
- Ivan Brož cenu za dílo Masarykův vyzvědač
- Oldřich Šuleř cenu za dílo Laskavé podobizny
- Zora Dvořáková cenu za dílo Politikové na útěku
- Richard Sobotka cenu za dílo Hurá na medvěda
- Jiří Bílek cenu za dílo Hádanky naší minulosti
- Slavo Kalný hlavní cenu za dílo Páni novinári
- Vladimír Babnič cenu za dílo Vo velkej vojně malá vojna
- Anton Hykisch cenu za dílo Ako chutí politika
- Ján Papco cenu za dílo Rakúsky barok a Slovensko
- Oldřich Klobas čestné uznání za dílo Malíř neumírá
- Městský úřad Zubří čestné uznání za dílo Obrázky a vzpomínky
- Městský úřad Rožnov pod Radhoštěm za dílo 42 hodin...
- Emil Semanco čestné uznání za dílo Nakrajši kút

### Rok 2006
- Dušan Tomášek hlavní cenu za dílo Nevyhlášená válka
- Josef Opatrný cenu za dílo Velká siouxská válka
- Jan Halada (editor) cenu za dílo E. E. Kisch známý a neznámý
- Vladimír Šindelář za dílo Tajemné stezky. Po bitevních polích jižních Čech
- Petr Horký cenu za dílo Neznámá země
- Vojtěch Šustek cenu za dílo Zlato se čistí v ohni
- Jindřich Marek cenu za dílo Pod císařskou šibenicí
- Ján Čomaj hlavní cenu za dílo Tisíc a jedna noc sochára Bartfaye
- Ivan Szabó a Ladislav Švihran cenu za dílo Vzácne návštěvy v Bratislave
- Vladimír Segeš cenu za dílo Prešpurský pitaval
- Katarína Hradská cenu za dílo Slobodomurárske lóže v Bratislave
- Viliam Apfel cenu za dílo Čas bez rozlúčky
- Laco Zrubec cenu za dílo Ranil tvár ženy
- Leo Žídek čestné uznání za dílo Psáno před popravou
- Jaromír Hořec čestné uznání za dílo Brzy jazyk nazývati Ruzyně
- M. Švihálek, Miroslav Kačor, M. Hyža čestné uznání za dílo Zapomenuté výpravy
- Libor Knězek čestné uznání za dílo Z hor mne nikdo nevyláká
- Jiří Fidler čestné uznání za dílo Za víru, vládce a vlast a Slavkovská encyklopedie

### Rok 2007
- Roman Cílek hlavní cenu za dílo Muž jehož řemeslem byl zločin
- David Hrubý cenu za dílo Návrat do Jeruzaléma
- Zdeněk Čech cenu za dílo Drsný střed Evropy
- Petr Horký a Miroslav Náplava cenu za dílo Cuba libre
- Miroslav Nožina cenu za dílo Koza, která žere hady
- Milan Vároš hlavní cenu za dílo Stratené slovenské poklady
- Rudolf Schuster cenu za dílo Aljaška
- Ján Čomaj cenu za dílo Fenomén Zamarovský, Zastavený čas, Architekt Svetko
- Slavo Kalný cenu za dílo Odpísání
- Juraj Králík cenu za dílo Kariérny diplomat
- Anton Hykisch cenu za dílo Sám v cudzích mestách
- Radek Fukala – čestné uznání
- Josef Havel – čestné uznání
- Libor Knězek – čestné uznání
- Jiří Noha – čestné uznání
- Josef Rodr – čestné uznání
- Radek Schovánek – čestné uznání
- Jan Šlesingr – čestné uznání

### Rok 2008
- Ján Čomaj za dílo Návraty Arpáda Račka
- Vladimír Plešinger za dílo Kniha Konga
- Milan Vároš za dílo Stratené slovenské poklady 2
- Luboš Xaver Veselý za dílo Doživotí

### Rok 2009
- František Emmert hlavní cena za dílo Osudové osmičky v našich dějinách
- Šárka Horáková první cena
- Marek Audy první cena
- Jaromír Bosák druhá cena
- Břetislav Ditrych druhá cena
- Dan Hrubý druhá cena
- Antonín Lukáš druhá cena za dílo Alexej Čepička: šedá eminence rudého režimu
- Jiří Pernes druhá cena za dílo Alexej Čepička: šedá eminence rudého režimu
- Jaroslav Pospíšil druhá cena za dílo Alexej Čepička: šedá eminence rudého režimu
- Jozef Leikert za dílo Taký bol Ladislav Mňačko
- Dušan Janota in memoriam za knihy literatury faktu o staré Bratislavě (čestné uznání)
- Slavo Kalný, Ján Čomaj, Ivan Szabó, Ľuboš Jurík, Dudo Šuhajda a Dušan Mikolaj (prémie)

### Rok 2010
- Ivan Szabó hlavní cena za Smiech a slzy
- Václav Klaus hlavní cena za Rok sedmý
- Roman Cílek za Každý, kdo unese oštěp
- Jozef Dunajovec in memoriam
- Jozef Leikert za 111 osobností Slovenska
- Ján Čomaj za Štefan Kvietik
- Miloslav Moulis in memoriam
- Vladimír Babnič za Hovory so sebou nilen o sebe
- XYZ za soustavné vydávání literatury faktu
- Hana Primusová za Sto nejvýznamnějších knih
- Jan Cézar za Na cestě po České republice
- Ludvík Svoboda za Ludvík Svoboda in memoriam
- Milan Polák za Divadlo
- Ján Rozner in memoriam
- Miroslav Graclík a Václav Nekvapil za významné dílo literatury faktu Jiřina Švorcová osobně

### Rok 2011
- Stanislav Motl hlavní cena za Svědek z cely smrti[3]
- Ivan Klíma cena za Moje šílené století

### Rok 2012
- Břetislav Tureček hlavní cena za Nesvatá válka o Svatou zemi
- Miloslav Stingl cena za Ostrov krásy, lásky a lidojedů
- Antonín Benčík cena za Alexandr Dubček

### Rok 2013
- Lenka Reinerová – čestná cena za celoživotní dílo in memoriam za knihy, které napsala po roce 1989, a její poslední knihu Adiós, Španělsko (Praha: Labyrint, 2012)
- Jindřich Mann – mimořádná hlavní cena za knihu Poste restante (Praha: Labyrint, 2012)
- Petr Čornej – hlavní cena za knihu České dějiny: Výpravná historie českých zemí (Brno: B4U Publishing a Jota, 2012)

### Rok 2014
- František Hanzlík – za knihu Za svobodu a demokracii
- Antonín Benčík – hlavní cena za knihu Operace Dunaj aneb Internacionální vražda Pražského jara
- Luboš Jurík – hlavní cena Poučeni z moci
- Miloslav Stingl – cena za celoživotní dílo

### Rok 2015
- Karel Pancer – hlavní cena za knihu Velké špionážní operace dvou světových válek
- Vladimír Plešinger – hlavní cena za knihu Amazonie a řeky příběhů
- Přemysl Veverka – cena za celoživotní dílo

### Rok 2016
- Václav Klaus – mimořádná cena Zápisky a postřehy z cest
- Jana Martínková – in memoriam
- Václava Jandečková – mezinárodní zvláštní cena

### Rok 2017
- Martin Syrůček – cena za celoživotní dílo
- Josef Leikert – hlavní cena za knihu Rozčesnutý čas Marka Frauwirtha
- Jana Vrzalová – hlavní cena za knihu Zasnoubena se smrtí. Zapomenutý příběh Inky Bernáškové, první Češky popravené nacisty

### Rok 2018
- Rudolf Schuster – hlavni cena za knihu Schody návratov, AXIS Media, Bratislava (2018)
- Miroslav Šedivý– cena za popularizaci dějin – O švestky a brambory: prusko-rakouská válka o bavorské dědictví 1778-1779, Nakladatelství Epocha (2018)
- Miroslava Poláková – hlavní cena za knihu Měli odvahu žít: odboj na Uherskobrodsku v letech 1939-1945
- Miroslav Belica – cena za popularizaci válečných dějin Praha na hřbitově metropolí: čtyřicet let spojencem v afghánských anabázích, Nakladatelství Epocha (2018)
- Vladimír Bružeňák – cena za regionální publikaci Morový rok: kronika tragického roku 1938 na Sokolovsku a Karlovarsku
- Josef Macke – cena za regionální publikaci Morový rok: kronika tragického roku 1938 na Sokolovsku a Karlovarsku
- Věra Rudolfová – cena za biografickou literaturu Kraj návratů i loučení
- Pavel Hrdlička – cena za historický román Pouť oběšenců

### Rok 2019
Hlavní cena se uděluje Miroslavu Jenšíkovi za knihu Bohemka je a bude, vydanou Nakladatelstvím Epocha s.r.o., v roce 2019.
Ceny byly uděleny:
- Václavu Cílkovi, Martinu Majerovi, Lukáši Falteiskovi a kolektivu za knihu Podzemní památky středních Čech, vydanou nakladatelstvím Dokořán v roce 2019.[5]

- Františkovi Kolouchovi za knihu Říkali mu pistolník/Bohuslav Burian (1919-1960), vězeň, kněz a převaděč, vydanou Karmelitánským nakladatelstvím s.r.o. v roce 2019.[5]

- Aleně Lábové za knihu Česká novinářská fotografie 1945-1989, vydanou Nakladatelstvím Karolinum v roce 2019.[5]

- Filipovi Vojtáškovi za knihu Pod palbou hloubkařů/Útoky amerických a britských stíhacích letounů na pozemní cíle v českých zemích v letech 1944 a 1945, vydanou nakladatelstvím Academia v roce 2019.[5]

Porota:
předseda poroty PhDr. Stanislav Tumis, M.A. Ph.D., Mgr. Alena Marková, Ph.D., PhDr. Roman Kodet, Ph.D. Mgr. Michal Macháček, Ph.D.

### Rok 2020
Hlavní cena se uděluje Petru Wohlmuthovi za knihu Východ proti Západu? Krymská válka (1853-1856) pohledem historické antropologie vydanou Univerzitou Karlovou Nakladatelstvím Karolinum v roce 2020.
Ceny byly uděleny:
- Jarmile Čihákové a Martinu Müllerovi et. Al. za knihu Malostranská rotunda sv. Václava v Praze vydanou Národním památkovým ústavem, územním odborným pracovištěm v Praze v roce 2020.[5]

- Martinu Jemelkovi a Jakubu Štofaníkovi za knihu Víra a nevíra ve stínu továrních komínů, Náboženský život průmyslového dělnictva v českých zemích (1918-1938), vydanou Nakladatelstvím Academia a Masarykovým ústavem a Archivem AV ČR, v. v. i. v roce 2020.[5]

- Pavlu Kalvachovi za knihu Světy slavných neurovědců, vydanou nakladatelstvím Galén, spol. s r.o. v roce 2021.

- Karlu Pacnerovi za knihu Českoslovenští vyzvědači, vydanou nakladatelstvím Kniha Zlín v roce 2020.

Porota:
předseda poroty prof. PhDr. Jan Rychlík, PhDr. Stanislav Tumis, M.A. Ph.D., DrSc. Mgr. Michal Macháček, Ph.D. PhDr. Roman Kodet, Ph.D., Mgr. Alena Marková, Ph.D.

### Rok 2021
Hlavní mezinárodní cena se uděluje Jaroslavu Rokoskému za knihu Útěk z Leopoldova (Padesátá léta v Československu), vydanou Nakladatelstvím Academia a Ústavem pro studium totalitních režimů v roce 2021.
Ceny byly uděleny: 
- Antonii Doležalové za knihu Mikuláš Teich: Moje století (1918-2018), vydanou nakladatelstvím Galén v roce 2021.

- Miroslavu Belicovi za knihu Vzpomínky na Sýrii, Od arabského socialismu k Islámskému státu, vydanou Nakladatelstvím Epocha v roce 2022.

- Pavlu Pospěchovi za knihu Neznámá společnost (Pohledy na současné Česko), vydanou nakladatelstvím HOST vydavatelství s. r. o. v roce 2021.[9]

- Kláře Pinerové, Michalovi Loučovi, Kristýny Buškové Haluzíkové za knihu Vězení jako zrcadlo společnosti (Nerovný souboj vědy, politiky a humanity 1965-1992), vydanou Univerzitou Karlovou, Nakladatelstvím Karolinum v roce 2021.[10]

Porota:
Mgr. Michal Macháček, Ph.D. - předseda poroty, Ing. Břetislav Ditrych, PhDr. Jan Rychlík, Dr.Sc., dr. h. c., PhDr. Jan Lukavec, Ph.D., Stanislav Motl.

### Rok 2022
Hlavní cena se uděluje Martinu Rychlíkovi za knihu Dějiny lidí, vydanou Nakladatelstvím Academia v roce 2022. 
Ceny byly uděleny: 
- Radku Bangovi za knihu (Ne)pošli to dál, vydanou Nakladatelstvím XYZ v roce 2021.

- Vojtěchu Čurdovi a Martinu Štollovi za knihu Ladislav Štoll, Příběh komunistického ideologa a formování československé kultury ve 20. století, vydanou Nakladatelstvím Academia v roce 2022.

- Davidu Jakšovi za knihu Míň než kopnout si do psa, Z Asie na vlnách Radiožurnálu, vydanou nakladatelstvím Argo v roce 2022.

- Jindřichu Volkovi za knihu Třináct osudných dnů, John Kennedy a Nikita Chruščov na pokraji jaderné zkázy, vydanou Nakladatelství Epocha s.r.o. v roce 2022.

Porota:
Mgr. Michal Macháček, Ph.D. – předseda poroty, Ing. Břetislav Ditrych, prof. PhDr. Jan Rychlík, Dr.Sc., dr. h. c., PhDr. Jan Lukavec, Ph.D., PhDr. ThMgr. Karol Lovaš.

### Rok 2023
Hlavní cena se uděluje Lence Hrabalové za knihu Mozaikou Íránu: S průvodkyní po fascinující zemi plné kontrastů (JOTA 2023).
Ceny byly uděleny:
- Karlu Altmanovi za knihu Dědictví českého trampingu: Vybrané kapitoly z historie a každodennosti svérázného fenoménu (Academia 2024)[13]
- Ladislavě Chateau za knihu Bylo jich pět.... Kolaborace, trest a rozpory (Galén 2023)
- Lubomíru Kaválkovi a Janu Novákovi za knihu Rozehraný život (Argo 2023)[14]
- Bohumilu Vostalovi za knihu Portrétoval anglickou královnu: Franta Bělský, česko-britský příběh 20. století (Argo 2023)[15]

Porota:
Mgr. Michal Macháček, Ph.D. (předseda), prof. PhDr. Jan Rychlík, DrSc., dr. h. c., Ing. Břetislav Ditrych, PhDr., ThMgr. Mgr. Karol Lovaš, Ph.D. a Stanislav Motl.